# Beetlebum
Singles de Blur
Charmless Man Song 2
Beetlebum est le dix-septième single de Blur, extrait de leur album du même nom.

## Liste des titres
- CD1 (CDFOOD89)

1. Beetlebum
2. All your life
3. A spell (for money)

CD2 (CDFOODS89)
1. Beetlebum
2. Beetlebum (Mario Caldato Jr. mix)
3. Woodpigeon song
4. Dancehall

- 7″ (FOOD89)

1. Beetlebum
2. Woodpigeon song

## Versions japonaise, australienne, hollandaise, allemande et sud-africaine
- CD (TOCP-40021, 8835762, 7243 8 83576 2 3, 7243 8 83708 2 0, CDEMS(WS)72)

1. Beetlebum
2. All your life
3. Woodpigeon song
4. A spell (for money)

## Note
- La version allemande était commercialisée avec un T-shirt.